# Pedro León Gallo Goyenechea
Pedro León Gallo Goyenechea (Copiapó, 12 de febrero de 1830-Santiago, 16 de diciembre de 1877) fue un empresario, minero y político chileno y uno de los fundadores del Partido Radical.

## Biografía
Fue el antepenúltimo hijo de Miguel Gallo Vergara, millonario minero de la plata de Chañarcillo, y de Candelaria Goyenechea y de la Sierra.
Realizó sus primeros estudios en el Colegio de la Merced de Copiapó y después ingresó al Instituto Nacional de Santiago.

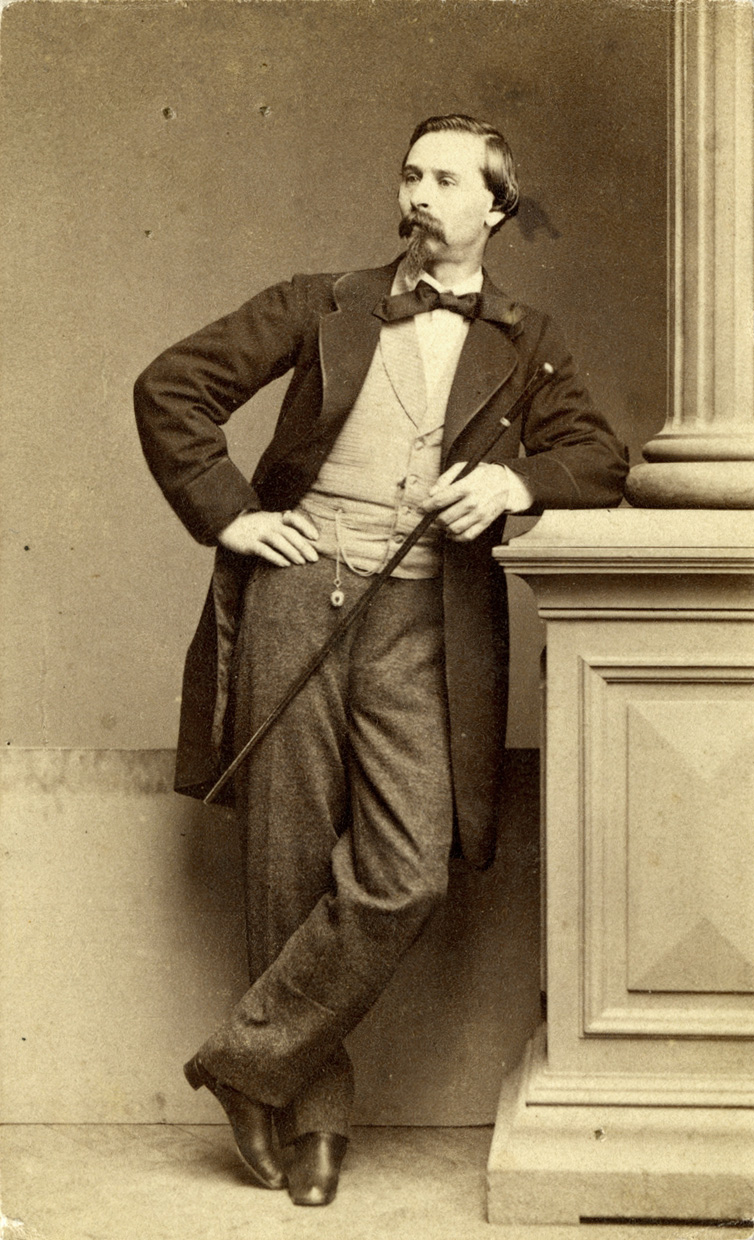
Pedro León Gallo.

Escribió sus primeros artículos políticos en el periódico La Tribuna en 1850; en ellos adhirió a la idea del orden público, pero con ciertas reformas. Defendió al gobierno de Manuel Montt en abril de 1851 y en 1852 regresó a su ciudad natal.
Junto con dedicarse a los negocios familiares, en Copiapó Pedro León Gallo continuó con sus actividades políticas. Elegido regidor, fue destituido por el intendente debido a un incidente protagonizado por el jefe de la policía de la ciudad a quien Gallo recriminó al aplicar castigos a gendarmes con cepos en la plaza pública, acto avalado por la intendencia.
Esto gatilló un cambio en su percepción sobre el gobierno de Montt, comenzando a frecuentar reuniones de opositores en el norte y en la capital, quienes ya proyectaban una revolución. Dio a conocer sus opiniones políticas en las páginas del periódico El Copiapino.
Como político revolucionario, organizó una fallida sublevación en contra del gobierno conservador de Manuel Montt en 1859. Agrupando a ciudadanos descontentos con el gobierno, logró popularidad a nivel regional, y se apoderó de Copiapó. A principios de ese año Gallo se convirtió en "intendente revolucionario" de la provincia de Atacama, proclamado por una asamblea de ciudadanos. Armó entonces un mediano ejército con recursos propios y con aportes de la burguesía minera revolucionaria.
Avanzó con el ejército hacia el sur rumbo a Santiago, y tras el triunfo de la batalla de Los Loros (14 de marzo de 1859) conquistó Coquimbo y La Serena. Derrotado en la batalla del Cerro Grande (29 de abril) de La Serena, se exilió en Argentina, Estados Unidos y luego en Europa. Regresó a su país tras la amnistía dictada por el presidente José Joaquín Pérez Mascayano en 1863.
Como líder de una facción oligarca establecida en Copiapó protegida por el poder central, Gallo no apoyaba el proyecto de colonización de 1876. Como senador en ejercicio por su ciudad natal, Gallo participó en la discusión en el Congreso Nacional sobre el dicho proyecto para colonizar el desierto de Atacama. Este contemplaba un territorio de colonización desde Chañaral hasta Bolivia en el que se tenderían caminos y ferrocarriles, se levantarían ciudades y construirían puertos. 
Durante los debates, Pedro León Gallo expresó desafortunadas opiniones que mostraron su falta de visión en este aspecto; así, manifestó: «No veo la posibilidad de crear ciudades y departamentos donde la vida es casi imposible (...) entrar por el camino de las aventuras imaginarias (...) está bueno para la poesía y la epopeya»; el senador se burlaba de Benjamín Vicuña Mackenna, que comparaba la gesta de Atacama con la de Cristóbal Colón al descubrir América.

## Últimos años de vida
Gallo fundó la Asamblea Radical de Copiapó (1863) y fue candidato a la presidencia en 1866. Al año siguiente, se convirtió en diputado por Copiapó y Caldera, cargo que desempeñó durante 10 años seguidos (1867-1876); luego fue senador por Atacama para el periodo de 1876-1882, pero falleció en 1877. Su repentina muerte estuvo ligada al agravamiento de una antigua herida que había recibido en la batalla de Los Loros.

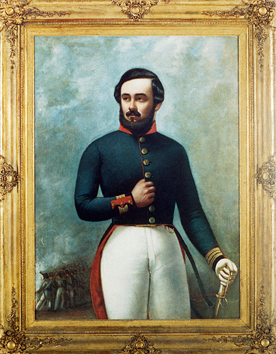
Gallo retratado por Mandiola, 1847, MHN.